# Taskmaster (game show)
Taskmaster é um game show britânico criado pelo comediante e músico Alex Horne e apresentado por Horne e Greg Davies. No programa, um grupo de cinco celebridades (em sua maioria comediantes) tenta completar uma série de desafios (as "tarefas"), com Horne atuando como árbitro em cada desafio, e Davies julgando o trabalho e concedendo pontos com base no desempenho dos competidores. O conceito do programa foi criado por Horne para o Festival Fringe de Edimburgo em 2010; mais tarde, ele conseguiu um acordo com o canal Dave para adaptá-lo para a televisão, com o primeiro episódio estreando em 2015. Após a 9ª temporada, em 2019, Taskmaster foi adquirido pelo Channel 4, que encomendou seis novas temporadas a serem transmitidas nos três anos subsequentes.
Taskmaster provou ser um sucesso e levou à criação de versões internacionais na Austrália, Bélgica, Croácia, Dinamarca, Espanha, Estados Unidos, Finlândia, Noruega, Nova Zelândia, Portugal e Suécia.    

## Formato
Em cada temporada, cinco participantes (geralmente comediantes) competem uns com os outros realizando tarefas que são atribuídas a eles. Horne atua como assistente de Davies, entregando as tarefas aos participantes (tipicamente uma folha dobrada em três, com um lacre de cera com a inscrição "TM"), supervisionando a execução e o tempo, e também auxiliando os participantes se necessário e permitido pelas instruções. Davies atua julgando e pontuando as participações, geralmente de um a cinco pontos.
Em cada episódio, é mostrado um conjunto de tarefas. A primeira é uma tarefa de "prêmio", em que cada participante leva ao estúdio um objeto que se enquadre num critério pedido. Os cinco prêmios são dados a quem vencer o episódio. Após essa tarefa, são mostradas gravações das tarefas realizadas pelos participantes. As tarefas podem ser individuais ou em equipes, e costumam envolver desafios físicos (por exemplo, "coma o máximo de melancia em um minuto"), artísticos (como "pinte o quadro de um cavalo enquanto monta a cavalo") ou mais complexos. Ao fim do episódio, é realizada uma tarefa no estúdio. Vence o episódio o participante que conseguiu mais pontos nas tarefas realizadas e exibidas; em caso de empate, é exibida ou realizada uma tarefa de desempate (que não conta para a pontuação).
Davies pode pontuar os participantes seguindo vários critérios, pode dar pontos bônus, e pode desqualificar uma participação, seja por não cumprir o objetivo da tarefa ou por tentativa de trapaça. Em algumas temporadas, tarefas foram atribuídas apenas a um participante, que não sabia que seria o único a realizá-la.
Ao fim da temporada, o participante com mais pontos totais ganha um troféu (uma cabeça dourada com a feição de Davies, a partir da segunda temporada), e pode participar do especial Champion of Champions (Campeão dos Campeões), cujo prêmio é uma estátua dourada do resto do corpo de Davies. Desde 2021, são realizados especiais de ano-novo (New Year's Treat), cujo troféu é uma estátua dourada das sobrancelhas de Davies.
As tarefas gravadas são geralmente realizadas numa casa anexa a um campo de golfe, em Chiswick; em cada temporada, há algumas tarefas realizadas em locações especiais (por exemplo, o Aeroporto de Gatwick, fechado durante a pandemia de Covid-19).

## Elenco
| Temporada | Ano  | Ordem no estúdio    | Ordem no estúdio     | Ordem no estúdio    | Ordem no estúdio   | Ordem no estúdio        |
| Temporada | Ano  | 1º                  | 2º                   | 3º                  | 4º                 | 5º                      |
| --------- | ---- | ------------------- | -------------------- | ------------------- | ------------------ | ----------------------- |
| 1         | 2015 | Frank Skinner       | Josh Widdicombe      | Roisin Conaty       | Romesh Ranganathan | Tim Key                 |
| 2         | 2016 | Doc Brown           | Joe Wilkinson        | Jon Richardson      | Katherine Ryan     | Richard Osman           |
| 3         | 2016 | Al Murray           | Dave Gorman          | Paul Chowdhry       | Rob Beckett        | Sara Pascoe             |
| 4         | 2017 | Hugh Dennis         | Joe Lycett           | Lolly Adefope       | Mel Giedroyc       | Noel Fielding           |
| 5         | 2017 | Aisling Bea         | Bob Mortimer         | Mark Watson         | Nish Kumar         | Sally Phillips          |
| CoC       | 2017 | Bob Mortimer        | Josh Widdicombe      | Katherine Ryan      | Noel Fielding      | Rob Beckett             |
| 6         | 2018 | Alice Levine        | Asim Chaudhry        | Liza Tarbuck        | Russell Howard     | Tim Vine                |
| 7         | 2018 | James Acaster       | Jessica Knappett     | Kerry Godliman      | Phil Wang          | Rhod Gilbert            |
| 8         | 2019 | Iain Stirling       | Joe Thomas           | Lou Sanders         | Paul Sinha         | Sian Gibson             |
| 9         | 2019 | David Baddiel       | Ed Gamble            | Jo Brand            | Katy Wix           | Rose Matafeo            |
| 10        | 2020 | Daisy May Cooper    | Johnny Vegas         | Katherine Parkinson | Mawaan Rizwan      | Richard Herring         |
| NYT       | 2021 | John Hannah         | Krishnan Guru-Murthy | Nicola Coughlan     | Rylan Clark        | Shirley Ballas          |
| 11        | 2021 | Charlotte Ritchie   | Jamali Maddix        | Lee Mack            | Mike Wozniak       | Sarah Kendall           |
| 12        | 2021 | Alan Davies         | Desiree Burch        | Guz Khan            | Morgana Robinson   | Victoria Coren Mitchell |
| NYT II    | 2022 | Adrian Chiles       | Claudia Winkleman    | Jonnie Peacock      | Lady Leshurr       | Sayeeda Warsi           |
| 13        | 2022 | Ardal O'Hanlon      | Bridget Christie     | Chris Ramsey        | Judi Love          | Sophie Duker            |
| CoC II    | 2022 | Ed Gamble           | Kerry Godliman       | Liza Tarbuck        | Lou Sanders        | Richard Herring         |
| 14        | 2022 | Dara Ó Briain       | Fern Brady           | John Kearns         | Munya Chawawa      | Sarah Millican          |
| NYT III   | 2023 | Amelia Dimoldenberg | Carol Vorderman      | Greg James          | Mo Farah           | Rebecca Lucy Taylor     |
| 15        | 2023 | Frankie Boyle       | Ivo Graham           | Jenny Eclair        | Kiell Smith-Bynoe  | Mae Martin              |
| 16        | 2023 | Julian Clary        | Lucy Beaumont        | Sam Campbell        | Sue Perkins        | Susan Wokoma            |
| NYT IV    | 2024 | Deborah Meaden      | Kojey Radical        | Lenny Rush          | Steve Backshall    | Zoe Ball                |
| CoC III   | 2024 | Dara Ó Briain       | Kiell Smith-Bynoe    | Morgana Robinson    | Sarah Kendall      | Sophie Duker            |
| 17        | 2024 | Joanne McNally      | John Robins          | Nick Mohammed       | Sophie Willan      | Steve Pemberton         |
| 18        | 2024 | Andy Zaltzman       | Babatunde Aléshé     | Emma Sidi           | Jack Dee           | Rosie Jones             |
| NYT V     | 2024 | David James         | Hannah Fry           | Martin Lewis        | Melanie Blatt      | Sue Johnston            |
| 19        | 2025 | Fatiha El-Ghorri    | Jason Mantzoukas     | Mathew Baynton      | Rosie Ramsey       | Stevie Martin           |

1. ↑  Katy Wix estava doente e não participou das gravações em estúdio dos episódios 5 e 6, e foi substituída por Kerry Godliman e Katherine Ryan, respectivamente.
2. ↑  Jonnie Peacock estava doente e não participou das gravações em estúdio, e foi substituído por Alan Davies.
3. ↑  Mae Martin, que venceu a 15ª temporada, não pôde participar do especial. Kiell Smith-Bynoe, vice-campeão da 15ª temporada, substituiu Mae Martin tanto nas gravações das tarefas quanto na participação no estúdio.[7]